# Дауд Абдулла Хирси
Дауд Абдулла Хирси (сомал. Daa'uud Cabdulle Xirsi, араб. داود عبد الله حرسي‎; 1925, Марег, Гальгудуд, Итальянское Сомали — 1995, Москва, СССР) — сомалийский государственный и военный деятель, генерал, первый главнокомандующий вооруженными силами Сомали и начальник Генерального штаба Сомалийской национальной армии.

## Биография
Рос среди скотоводов. В юности был известен своим спортивным характером, участвовал в беге на длинные дистанции. Образование получил в местных медресе, изучал Коран.
В молодости вступил в армию Итальянского Сомали, участвовал в итальянском вторжении в Абиссинию и Эфиопско-сомалийской пограничной войны 1964 года. В 1943 году поступил на службу в британскую полицию, которая тогда отвечала за южную часть Сомали. В начале 1950-х годов завершил военную подготовку в качестве офицера в Италии. 
В 1954 году получил звание лейтенанта полиции.
После обретения Сомали независимости в 1960 году Хирси стал министром обороны в новой гражданской администрации страны. Внёс большой вклад в развитие Сомалийской национальной армии.
Получил звание первого генерала, был начальником штаба вооруженных сил Сомали и первым главнокомандующим вооруженными силами Сомали. Генерал Дауд стал самым молодым командующим в истории Сомали, руководившим национальной армией. Известен как отец современной сомалийской армии.
Погиб в 1965 году в Москве во время военной подготовки. Похоронен в Могадишо.